# Trúc đốm
Trúc đốm đề cập đến một số loại trúc có thân với các vết lốm đốm sẫm màu, đôi khi được coi là trong phạm vi chi Phyllostachys và các dạng của Phyllostachys bambusoides (cương trúc, quế trúc, trúc cứng, trúc cần câu), còn được gọi là trúc giọt nước mắt. Phyllostachys bambusoides forma. lacrima-deae là dạng gặp nhiều nhất trong tự nhiên.

## Phân bố
Phyllostachys bambusoides forma. lacrima-deae, là bản địa khu vực Hồ Nam, Hà Nam, Giang Tây, Chiết Giang, và đặc biệt là khu vực núi Cửu Nghi ở tỉnh Hồ Nam, Trung Quốc.

## Công dụng
Thân cây trúc được đánh giá cao và có hiệu quả kinh tế để chế tạo ra tay cầm của bút lông Trung Quốc, được sử dụng trong thư pháp và hội họa.
Ví dụ về các bút lông từ thế kỷ VIII (tương ứng với thời nhà Đường ở Trung Quốc) được lưu giữ trong Shōsōin (Chính Thương viện) ở Nhật Bản. Trên thực tế, giá trị uy tín của loại trúc này rõ ràng là rất cao vào thời điểm đó tới mức trong số các vật báu của Shōsōin có những đồ vật được bảo quản làm từ một vài loại giả trúc đốm.